# Il palazzo dei sogni (film)
Il palazzo dei sogni è un film muto italiano del 1921 diretto da Aleksandr Rosenfeld. 